# 掠日彗星
掠日彗星是指近日點極接近太陽的彗星，其距離可短至離太陽表面僅數千公里。較小的掠日彗星會在接近太陽時被完全蒸發掉，而較大的彗星則可通過近日點多次。但太陽強大的潮汐力通常仍會使它們分裂。
20世紀，Solwind、太陽極大期任務衛星（SMM）和SOHO等日冕望遠鏡極大地影響了掠日彗星研究。在此之前，掠日彗星只能用肉眼觀測，但是天文學家透過日冕望遠鏡可以觀察到許多掠日彗星，小型掠日彗星很少在經過近日點時倖存下來。Solwind和SMM在1981 年至1989年間觀測到的彗星的視星等約為-2.5至+6等。
1987年和1988年，SMM首次觀測到成對的掠日彗星出現在很短的時間內，從半天到大約兩週不等。經過計算確定這兩顆彗星是同一母體的一部分，但在距離太陽數十個天文單位處分開。破碎速度僅為每秒幾米，與這些彗星的自轉速度相當。天文學家由此得出的結論是，這些彗星因潮汐力而脫離出來，

## 克魯茲族
在多種掠日彗星類型之中，以克魯茲族彗星（Kreutz Sungrazers）最為著名，它們全是由一顆巨大彗星在進入內太陽系時分裂而成，從而產生不少小型彗星。在公元前371年，亞里士多德和伊比鳩魯目睹的極亮彗星可能是其母體。
1843年及1882年出現的大彗星，以及1965年的池谷·關彗星，全是同一彗星的碎片。它們通過近日點時，放出極為光亮的彗尾，其光度比滿月還要亮得多，在晴朗的白天也能以肉眼看得到。
隨著1995年發射SOHO衛星，更多的克魯茲族掠日彗星被發現，不少小型彗星在通過近日點時會被太陽的強大引力及潮汐力摧毀或吞噬。及後人們認為克魯茲族彗星的數量比估計的多。在未來，可能會有一大群克魯茲族掠日彗星回歸。

## 其他類型
在SOHO衛星所觀測得的掠日彗星中，有近90%屬於克魯茲族，而餘下的10%則較為零散並不時會出現，但仍為它們分為四大類，分別為科里切特族（Kracht）、科里切特2A族、馬斯登族（Marsden）及邁耶族（Meyer）。當中馬斯登族及科里切特族或與96P週期彗星——梅克賀茲一號彗星存在著莫大關係，該彗星也可能是象限儀座流星雨及白天白羊座流星雨的母體彗星。
1680年大彗星是掠日彗星，雖然被牛頓用來驗證開普勒的軌道運動方程式，但它不屬於任何的彗星群。 然而，彗星C/2012 S1在近日點前不久解體，具有與1680年大彗星相似的軌道元素，可能是該彗星群的第二個成員。

## 起源
研究指出軌道傾斜角較大以及近日點少於2AU的彗星，會在通過其他天體的軌道時為重力所攝動，使其近日點日距稍微減少，其近日點久而久之會變得極接近太陽，該彗星也會隨之成為掠日彗星。另有研究指海爾·博普彗星會有15%機會成為一顆掠日彗星。

## 外部連結
- 冒险的掠日彗星
- Cometography sungrazers page (英語) （页面存档备份，存于）
- SOHO information (英語)（页面存档备份，存于）

1. ↑  Sekanina, Zdenek; Kracht, Rainer. . 8 May 2014. arXiv:1404.5968  [astro-ph.EP].
2. ↑  J. Bortle. . comets-ml · Comets Mailing List. 2012-09-24  [2012-10-05]. （原始内容存档于December 9, 2012）.